# 長久手市立南小学校
長久手市立南小学校（ながくてしりつ みなみしょうがっこう）は愛知県長久手市喜婦嶽にある公立小学校。

## 概要
- よし池、深廻間、氏神前、戸田谷、東狭間、城屋敷、武蔵塚、山越、砂子、山野田、喜婦嶽、杁ケ池、長配1-3丁目、菖蒲池、横道（一部）が校区である。公立中学校に進む場合は、長久手市立南中学校に進学する[1]。

## 沿革
- 1988年（昭和63年）
  - 4月1日 - 長久手町立南小学校として開校する。校舎未完成のため、長久手町立西小学校内で授業を行う。
  - 7月 - 校舎、体育館、プールが完成する。
- 1990年（平成2年）3月 - 校舎を増築する。
- 2002年（平成14年）3月 - 南校舎が完成する。
- 2008年（平成20年）4月 - 長久手町立市が洞小学校を分離する。
- 2012年（平成24年）1月4日 - 愛知郡長久手町が市制施行し、長久手市となる。同時に長久手市立南小学校に改称する。
- 2022年（令和4年）2月24日 - 児童の投票で決まった水色で本館の西側の外壁などの塗装が完成する。

## 著名な出身者
- 勝田貴元（ラリードライバー、元レーシングドライバー）
- 福島新太（元サッカー選手）

## 交通アクセス
- 愛知高速交通東部丘陵線「リニモ」杁ヶ池公園駅下車、徒歩約12分。

## 周辺施設
- 愛知学院大学日進キャンパス
- 長久手市立南中学校
- 杁ヶ池公園
- 喜婦嶽公園
- 長配公園
- 血の池公園
- 古戦場公園
- 名都美術館
- アピタ長久手店
- イオンモール長久手
- 愛知高速交通東部丘陵線（リニモ）杁ヶ池公園駅
- 愛知県道6号力石名古屋線（グリーンロード）
- 愛知県道57号瀬戸大府東海線